# 15ª edizione dei Directors Guild of America Award
La 15ª edizione dei Directors Guild of America Award si è tenuta nel corso del 1963 e ha premiato il migliore regista cinematografico e televisivo del 1962.

## Cinema
- David Lean – Lawrence d'Arabia (Lawrence of Arabia)
- Robert Aldrich – Che fine ha fatto Baby Jane? (What Ever Happened to Baby Jane?)
- Morton DaCosta – Capobanda (The Music Man)
- John Frankenheimer – Va' e uccidi (The Manchurian Candidate)
- Pietro Germi – Divorzio all'italiana
- John Huston – Freud - Passioni segrete (Freud: The Secret Passion)
- Stanley Kubrick – Lolita
- Sidney Lumet – Il lungo viaggio verso la notte (Long Day's Journey into Night)
- Andrew Marton – Il giorno più lungo (The Longest Day)
- Lewis Milestone – Gli ammutinati del Bounty (Mutiny on the Bounty)
- Robert Mulligan – Il buio oltre la siepe (To Kill a Mockingbird)
- Ralph Nelson – Una faccia piena di pugni (Requiem for a Heavyweight)
- Arthur Penn – Anna dei miracoli (The Miracle Worker)
- Tony Richardson – Sapore di miele (A Taste of Honey)
- Peter Ustinov – Billy Budd

## Televisione
- David Friedkin – The Dick Powell Show per l'episodio Price of Tomatoes
- Ray Garner – The River Nile
- Greg Garrison – The Danny Kaye Show with Lucille Ball
- Robert Gist – La città in controluce (Naked City) per l'episodio Today the Man Who Kills Ants is Coming
- Buzz Kulik – The Dick Powell Show per l'episodio The Court Martial of Captain Wycliff
- Daniel Petrie – La parola alla difesa (The Defenders) per l'episodio The Benefactor
- Stuart Rosenberg – La parola alla difesa (The Defenders) per gli episodi Madman (Part 1) e Madman (Part 2)
- George Schaefer – Hallmark Hall of Fame per l'episodio The Teahouse of the August Moon
- Franklin Schaffner – A Tour of the White House with Mrs. John F. Kennedy
- Peter Tewksbury – It's a Man's World per l'episodio The Beavers and the Otters